# 米爾維爾 (麻薩諸塞州)
米爾維爾（英語：Millville）是一個位於美國麻薩諸塞州烏斯特縣的鎮。

## 人口
根據2020年美國人口普查的數據，米爾維爾的面積為12.90平方千米，當中陸地面積為12.80平方千米，而水域面積為0.10平方千米。當地共有人口3174人，而人口密度為每平方千米246人。